# 全球臭氧掩星監測儀
全球臭氧掩星監測儀(Global Ozone Monitoring by Occultation of Stars, GOMOS) 是搭載在Envisat上的其中一種仪器，該人造卫星於 2002 年 3 月 1 日发射升空。GOMOS是首个透過掩星技术研究地球大气的太空仪器，观察电磁波頻谱中紫外、可见光和近红外部分的光谱。它的目的是使用GOMOS建立一个臭氧及相关物质在中層大气（15至100 公里）的气候資料。

## 仪器細節
觀測光谱上波長250-680 nm的區域，用以量測O3 、 NO2 、 NO3- 、气溶胶和温度。此外，两个以波長 760 nm和 940 nm为中心的光谱頻段分別测量高解析度的 O2 和 H2O 分布，两个快速光度计用于校正星光闪烁扰动并量測高解析度的垂直温度分布。
从南极到北极，每條轨道最多可进行 40 次掩星觀測，从而获得覆盖所有纬度的觀測資料。由于背景光線扰动较少，在地球陰影（夜间）比在太陽照射下（白天）能获得更高品质的資料。

## 历史
GOMOS 首次於 1988 年被提出，公告中表明將有机会成为地球極地觀測平台任务（Envisat 的前身）的一部分。 1992 年，歐洲太空總署决定资助 GOMOS 仪器的开发。

## 外部連結
- 歐洲太空總署 GOMOS 官方網站 （页面存档备份，存于）
- DLR 的GOMOS 網站 （页面存档备份，存于）